# ビンドゥラ
ビンドゥラ（英: Bindura）はジンバブエの都市である。中央マショナランド州の州都である。

## 地理
マゾウェ川が周辺（北側）を流れている。

## 経済
- 鉱業：ニッケル、銅、コバルト
- 農業：綿花、トウモロコシ

## 交通

### 道路
- 国道A11号線 (ジンバブエ)（英語版）